# Andreas Stadler
Andreas Stadler (né le 31 juillet 1896 et mort le 14 février 1941) est un haltérophile autrichien.

## Palmarès

### Jeux olympiques
- Paris 1924
  -  Médaille d'argent en moins de 60 kg.

### Championnats du monde
- Championnats du monde d'haltérophilie 1923
  -  Médaille d'or[1].